# Zuid-Korea op de Olympische Winterspelen 1968
Tijdens de Olympische Winterspelen van 1968, die in Grenoble (Frankrijk) werden gehouden, nam Zuid-Korea voor de vijfde keer deel.

## Deelnemers en resultaten

### Alpineskiën
| Olympiër   | Discipline       | Resultaat | Prestatie                           |
| ---------- | ---------------- | --------- | ----------------------------------- |
| Eo Jae-sik | reuzenslalom (m) | 88e       | 5.06,98 (+1.37,70)                  |
| Eo Jae-sik | slalom (m)       | dnq       | niet geplaatst voor finalewedstrijd |

### Kunstrijden
| Olympiër        | Discipline | Resultaat | Prestatie                |
| --------------- | ---------- | --------- | ------------------------ |
| Lee Kwang-young | mannen     | 28e       | pc. 250,0; 1360,3 punten |
| Lee Hyun-joo    | vrouwen    | 30e       | pc. 271,0; 1359,9 punten |
| Kim Hae-kyung   | vrouwen    | 31e       | pc. 277,0; 1336,2 punten |

### Langlaufen
| Olympiër       | Discipline | Resultaat | Prestatie            |
| -------------- | ---------- | --------- | -------------------- |
| Kim Choon-kie  | 15 km (m)  | 66e       | 1:00.04,8 (+12.10,6) |
| Kim Choon-kie  | 30 km (m)  | 63e       | 2:11.51,3 (+36.12,1) |
| Yoon Chong-ihm | 15 km (m)  | 62e       | 58.28,2 (+10.34,0)   |
| Yoon Chong-ihm | 30 km (m)  | dnf       | opgave               |
| Yoon Chong-ihm | 50 km (m)  | 47e       | 3:27.22,5 (+58.36,7) |

### Schaatsen
| Olympiër     | Discipline | Resultaat | Prestatie        |
| ------------ | ---------- | --------- | ---------------- |
| Lee Il-Whan  | 1500 m (m) | 51e       | 2.17,5 (+14,1)   |
| Lee Il-Whan  | 5000 m (m) | 38e       | 8.28,2 (+1.05,8) |
|              |            |           |                  |
| Kim Kuy-chin | 1500 m (v) | 27e       | 2.36,7 (+14,3)   |
| Kim Kuy-chin | 3000 m (v) | 22e       | 5.29,5 (+33,3)   |

Argentinië · Australië · Bondsrepubliek Duitsland · Bulgarije · Canada · Chili · Denemarken · Duitse Democratische Republiek · Finland · Frankrijk · Griekenland · Groot-Brittannië · Hongarije · IJsland · India · Iran · Italië · Japan · Joegoslavië · Libanon · Liechtenstein · Marokko · Mongolië · Nederland · Nieuw-Zeeland · Noorwegen · Oostenrijk · Polen · Roemenië · Sovjet-Unie · Spanje · Tsjecho-Slowakije · Turkije · Verenigde Staten · Zuid-Korea · Zweden · Zwitserland